# Miran Potrč
Miran Potrč, slovenski politik, poslanec in pravnik, * 27. marec 1938, † marec 2023.

## Življenjepis
Rodil se je 27. marca 1938. Leta 1956 je maturiral na II. gimnaziji v Mariboru in februarja 1961 diplomiral na Pravni fakulteti Univerze v Ljubljani. Po pripravništvu na Okrajnem sodišču v Mariboru leta 1961 in služenju vojaškega roka (1961/62) je bil od leta 1963 do 1968 vodja pravne službe v Mariborski livarni Maribor in aktiven član Društva pravnikov v gospodarstvu Slovenije. Posebej se je ukvarjal z gospodarskim, statusnim in delovnim pravom in bil predavatelj ter strokovni svetovalec za ta pravna vprašanja mnogim mariborskim podjetjem. 
S soprogo Zdenko je v zadnjem obdobju živel v domu za starejše v Notranjih Goricah.
Decembra 2023 mu je predsednica Nataša Pirc Musar posmrtno podelila državno odlikovanje zlati red za zasluge.

## Družbeno delovanje
Maja 1968 je odšel v politiko in profesionalno deloval v ZKS ter v Zvezi sindikatov. Od leta 1968 do 1973 je bil sekretar Mestnega komiteja ZKS Maribor, od leta 1973 do 1978 pa predsednik komisije in član Predsedstva CK ZKS. Od leta 1978 do 1980 je bil podpredsednik Zveze sindikatov Slovenije. V letih 1980-82 je bil član predsedstva Zveze sindikatov Jugoslavije ter 1980–81 prvi predsednik Zveze sindikatov Jugoslavije z enoletnim mandatom. Mdr. je izdal knjižico Družbeno planiranje (1980).  
V sedemdesetih letih je bil prvi predsednik sveta Univerze v Mariboru. 
Ob uveljavitvi večstrankarskega sistema ni zamenjal stranke. Od ustanovitve SDP in ZLSD in sedaj Socialnih demokratov je med najaktivnejšimi in najvplivnejšimi člani stranke. Posebej je odgovoren za sodelovanje stranke s poslansko skupino in za uveljavljanje strankinih stališč v parlamentu. 
22. marca 2009 je bil izvoljen za podpredsednika Socialnih demokratov. Po politični upokojitvi je izdal spomine Klic k razumu (2014). 

## Parlamentarno delovanje
V mandatu 1982-1986 je bil vodja slovenske delegacije v Zboru republik in pokrajin Skupščine SFRJ. 
Bil je delegat v zadnjih dveh mandatih Skupščine SRS in poslanec v vseh dosedanjih mandatih Državnega zbora RS.
Od leta 1990 je bil petkrat izvoljen za poslanca slovenskega parlamenta. Štiri mandate, od leta 1990 do 2004, je bil vodja poslanske skupine ZLSD. 

### Skupščina SRS
V mandatu 1986-1990 je bil predsednik Skupščine SRS. V letih 1988 in 1989, ko so se oblikovali pravni temelji za osamosvojitev Slovenije in prve večstrankarske volitve je bil predsednik Ustavne komisije Skupščine SRS. V tem času se je, tudi z odločitvami skupščine, ki jo je vodil, Slovenija uprla centralistični politiki Jugoslavije. Bil je podpisnik deklaracije za mir. Skupaj z zvezo komunistov se je zavzemal za Jugoslovansko skupnost suverenih republik. 
Bil je podpredsednik ustavne komisije, ko se je pripravljala nova slovenska ustava. Bil je predsednik poslovniške komisije, ko se je pripravljal prvi poslovnik državnega zbora, ki je veljal skoraj deset let.

### Prvi državni zbor
Leta 1992 je bil izvoljen v 1. državni zbor Republike Slovenije; v tem mandatu je bil v Državnem zboru član naslednjih delovnih teles:
- Komisija za poslovnik (predsednik; do 22. junija 1995),
- Komisija za poslovnik (od 22. junija 1995),
- Komisija za spremljanje in nadzor lastninskega preoblikovanja družbene lastnine,
- Odbor za nadzor proračuna in drugih javnih financ in
- Preiskovalna komisija o raziskovanju povojnih množičnih pobojev, pravno dvomljivih procesov in drugih tovrstnih nepravilnosti.

### Drugi državni zbor
Leta 1996 je bil izvoljen v 2. državni zbor Republike Slovenije.

### Tretji državni zbor
Leta 2000 je bil izvoljen v 3. državni zbor Republike Slovenije.

### Četrti državni zbor
Miran Potrč, član stranke Socialnih demokratov, je bil leta 2004 izvoljen v 4. državni zbor Republike Slovenije. V tem mandatu je bil član naslednjih delovnih teles:
- Odbor za notranjo politiko, javno upravo in pravosodje,
- Ustavna komisija,
- Mandatno-volilna komisija in
- Kolegij predsednika Državnega zbora Republike Slovenije.

Kot vodja poslanske skupine je usklajeval delovanje poslancev SD glede vseh vsebinskih vprašanj. Posebej je bil angažiran pri delu v Ustavni komisiji in glede vprašanj pravosodja in notranje politike.

### Peti državni zbor
Na državnozborskih volitvah 21. septembra 2008 je bil izvoljen v 5. državni zbor Republike Slovenije. Poslanke in poslanci so ga izvolili za podpredsednika Državnega zbora. V tem mandatu je član naslednjih delovnih teles:
- Odbor za notranjo politiko, javno upravo in pravosodje,
- Mandatno-volilna komisija in
- Kolegij predsednika Državnega zbora Republike Slovenije.

## Izjave
- To, da se laže, vsaj krščansko ni, če je že drugače za poslanca moralno. [navedi vir]